# Contea di Hart (Kentucky)
La contea di Hart in inglese Hart County è una contea dello Stato del Kentucky, negli Stati Uniti. La popolazione al censimento del 2000 era di 17 445 abitanti. Il capoluogo è Munfordville e la città più popolosa è Horse Cave.